# Nikutiri
Nikutiri ist ein unbewohntes Motu des Tabiteuea-Atolls der pazifischen Inselrepublik Kiribati.

## Geographie
Nikutiri ist eines der kleineren Motu im Gebiet von South Tabiteuea. Es liegt zusammen mit Aranuka zwischen Taungaeaka im Nordwesten und dem Hauptort Buariki im Südosten. Mit den anderen Motu ist es durch die Buariki Causeways verbunden.